# Endoplasmatiska nätverket

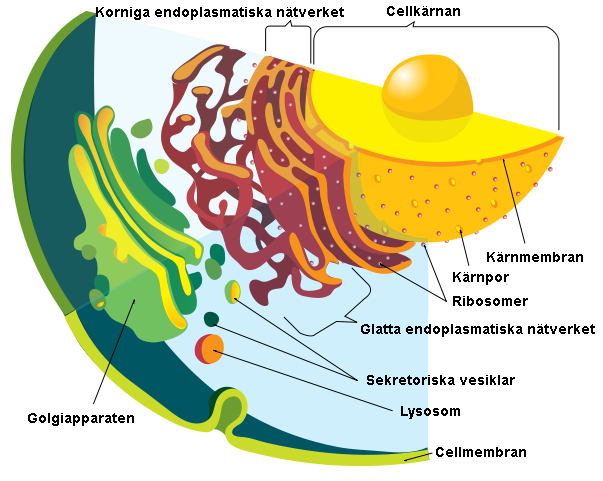
Olika organeller i den eukaryota cellen.

Endoplasmatiska nätverket, endoplasmanätet, eller endoplasmatiskt retikulum/retikel, förkortat ER (från latin reticulum endoplasmaticum "det lilla nätet inuti (cell)plasman"), är en organell som kan uppta upp till 10 % av eukaryota cellers cytoplasma. Det endoplasmatiska nätverket bildar i en cell ett vätskefyllt hålrum, som är separerat från cytosolen (vätskan inuti cellen).  Runt cellkärnan finns mycket endoplasmatiskt nätverk.
Det finns två huvudtyper av endoplasmatiskt nätverk, men de är inte skarpt avgränsade från varandra: kornigt ER (förkortat RER, av engelskans rough ER) och glatt ER (förkortat SER, av engelskans smooth ER) Av glatt ER finns hos muskelceller en speciell typ: sarkoplasmatiskt nätverk (latin sarc(o)-, "kött-"; från grekiska σάρξ, sarx, "kött").

## Kornigt endoplasmatiskt nätverk
Kornigt (även kallat strävt eller granulärt) ER karakteriseras av att det har ribosomer knutna till membranytan vilket bildar proteiner som först transporteras in i nätverkets hålrum där proteinerna binds till transportvesikler, vilket sedan transporteras till golgiapparaten.

## Glatt endoplasmatiskt nätverk
Glatt (eller slätt) ER har till skillnad från kornigt ER inga ribosomer knutna till sig. Här tillverkas istället lipider (fetter) och fosfolipider, som bland annat används vid bildandet av cellmembran. I det glatta endoplasmatiska nätverket ombildas kolesterol till steroidhormoner, och detta nätverk utgör även ett lager av kalciumjoner, som fungerar som ett signalämne i cellerna. I leverceller är glatt ER särskilt viktigt, då det i detta finns enzymer som ombildar mindre vattenlösliga avfallsämnen, gifter och läkemedel till mer vattenlösliga former, vilka kan utsöndras genom njurarna eller med gallan.

### Sarkoplasmatiskt nätverk
Sarkoplasmatiskt nätverk är en form av glatt endoplasmatiskt nätverk som finns i tvärstrimmiga muskelceller. Nätverket innehåller många kalciumjoner, som vid frisättning från nätverket utlöser muskelkontraktioner. Det sarkoplasmatiska nätverk är alltså nödvändigt för att muskelkontraktioner (muskelrörelser) ska kunna ske.